# Valcsa
Valcsa (szlovákul Valča) község Szlovákiában, a Zsolnai kerületben, a Turócszentmártoni járásban.

## Fekvése
Turócszentmártontól 15 km-re délnyugatra.

## Története
1252-ben „Wolka” néven említik először. Neve a szláv Volka személynévből származik és a pribóci Radon comes Volka nevű unokájáról kapta. 1262-ben „Wolcha”, 1524-ben „Walcha” néven szerepel a korabeli forrásokban. A zniói premontrei prépostság birtoka volt. 1715-ben 56 háztartással rendelkezett. 1784-ben 124 háza és 955 lakosa volt. A 18. század végén a kincstáré.
A 18. század végén Vályi András így ír róla: „VALCSA. Tót falu Túrótz Várm. földes Ura a’ Tudom. Kintstár, lakosai katolikusok, Olajkárok, fekszik Várallyához 1 órányira, egy vőlgyben; határja jó, réttye kétszer kaszáltatik, legelője elég, fája van, piatza Znió Várallyán, és Mosóczon; vagyon Beregna nevű pusztája is, melly igen alkalmatos a’ marha tartásra.”
A 19. században a tanulmányi alapé. 1828-ban 120 házában 1163 lakos élt. Lakói mezőgazdasággal, erdei munkákkal, gyógyolaj és sáfrány készítéssel és árusítással foglalkoztak. 1850 és 1910 között sok  lakosa kivándorolt a tengerentúlra.
Fényes Elek 1851-ben kiadott geográfiai szótárában így ír a faluról: „Valcsa, Thurócz m. tót falu, Znio-Váraljához északra a Valoczka patakja mellett. Táplál 1158 kathol., 5 evang. lak. Kath. paroch. templom; Kalló, több liszt malmok; jó föld, rét és legelő. F. u. a pesti-egyetem. Ut. post. Rudnó.”
A trianoni diktátumig Turóc vármegye Stubnyafürdői járásához tartozott.

## Népessége
| Év:            | 1994. | 2004.   | 2014.   | 2024.    |
| -------------- | ----- | ------- | ------- | -------- |
| Emberek száma: | 1409  | 1502    | 1630    | 1802     |
| Eltérés:       |       | +6,60 % | +8,52 % | +10,55 % |

| Év:            | 2023. | 2024.   |
| -------------- | ----- | ------- |
| Emberek száma: | 1804  | 1802    |
| Eltérés:       |       | -0,11 % |

1910-ben 829, túlnyomórészt szlovák lakosa volt.
2001-ben 1435 lakosából 1417 szlovák volt.
2011-ben 1532 lakosából 1414 szlovák.

## Nevezetességei
- Szent Ilona tiszteletére szentelt római katolikus temploma a 16. században épült kora reneszánsz stílusban. Eredetileg a Szent Kereszt Felmagasztalása tiszteletére volt szentelve. A 17. században átépítették, a korábbi templomból csak kevés részlet őrződött meg.
- Klasszicista kastélya a 19. század közepén épült.
- Néhány népi építésű lakóház a 19. század első feléből, klasszicista homlokzattal.

## Külső hivatkozások
- Hivatalos oldal
- E-obce.sk Archiválva 2008. szeptember 20-i dátummal a Wayback Machine-ben
- Községinfó
- Valcsa Szlovákia térképén